# Dark Agency
La "Dark Agency" (ダーク・エージェンシー Dāku ējenshī?) es una malévola organización en el manga de Codename wa Sailor V, la cual es una subsección del Reino Oscuro (Negaverso) y emplea jóvenes ídolos para organizar eventos donde roban energía de las personas. Su objetivo es conseguir suficiente energía de los seres humanos para revivir a una monstruosa criatura maligna conocida como Metalia. Su líder es Adonis (alias Danburite), uno de los protegidos de los Shitennou, quien es el último villano en enfrentarse a la protagonista Sailor V (Minako Aino) en Codename wa Sailor V.
La Dark Agency constituye la primera aparición del Reino Oscuro en toda la saga. La conexión entre ambos es revelada en el último capítulo de Codename wa Sailor V. Esto sirve de transición entre la trama de esta obra y su secuela, al propiciar el cruce de la protagonista de Codename wa Sailor V a la historia de Pretty Soldier Sailor Moon; en la cual Sailor V (ahora con el alias de "Sailor Venus") conoce a Sailor Moon y a las otras Sailor Senshi, y finalmente se une a su equipo.

## Líderes

### Kaitou Ace
Ace Saijou (最上A / さいじょうエース Saijou Eisu?) alias Danburite (ダンブライト Danburaito?), alias "Kaitō Ace" (怪盗A Kaitō Eisu?, a veces conocido en español como "As Bandido"), es un integrante del Reino Oscuro que se convierte primero en el mayor interés amoroso y después en el enemigo más importante de Minako Aino en la historia de Codename: Sailor V. Ace Saijou es un joven ídolo pop retratado como un muchacho de cabello corto plateado, quien tiene secretamente una doble vida como el villano "Danburite", el líder de la Dark Agency. Si bien es un miembro de la organización y está bajo las órdenes de Kunzite, él es además la reencarnación de Adonis (アドニス Adonisu?), un joven soldado del planeta Venus que ha estado secretamente enamorado de Sailor Venus desde los tiempos del antiguo Reino de la Luna. Al darse cuenta de que Sailor V es la reencarnación de Sailor Venus, Ace asume una nueva identidad como el héroe enmascarado Kaitō Ace; con el objetivo de acercarse a ella. Una vez que Sailor V logra derrotar a una villana que había hecho subir de peso a las mujeres de la ciudad de Tokio, Ace aparece entre el público (bajo su nuevo disfraz como "Kaitō Ace") para repartir unos caramelos dietéticos especiales que ayudan a las mujeres a bajar el peso que habían ganado. Tras esto se vuelve muy popular, empieza a tener su propio programa de televisión y a adoptar la forma del héroe enmascarado cada vez que debe intervenir para salvar la vida de Sailor V (de manera similar a como Tuxedo Mask más tarde aparecería para rescatar a Sailor Moon en la secuela). Bajo la apariencia de Kaitō Ace, él viste un traje blanco y una máscara similar a la de Tuxedo Mask, y su principal forma de combate es lanzar cartas de póker al enemigo como si fuesen dardos. Su mejor técnica de ataque se llama "Delicious Four-Cards Shot" ("Delicioso disparo de cuatro naipes"). El nombre de Danburite, por su parte, proviene de un mineral conocido como la danburita.
Hacia el final de la serie, sin embargo, Sailor V descubre su verdadera identidad y confronta a Ace. Éste entonces le confiesa que, incluso en su anterior vida, antes de caer bajo el influjo del Reino Oscuro tras ser enviado a la Tierra, siempre había sabido que su amor por ella no tendría ninguna oportunidad; especialmente a causa del juramento de Sailor Venus de no tener nada (ni nadie) más importante en la vida que su misión de proteger a la Princesa Serenity. Tras renacer en el siglo XX y ser nuevamente cooptado por el Reino Oscuro, él había esperado poder cambiar el destino funesto que obligaba a ambos a seguir caminos separados; sólo para fracasar de nuevo y descubrir que tal destino era inevitable. Una vez confirmado esto, un despechado Ace intenta atacar a la justiciera, quien se ve obligada a eliminarlo en defensa propia. Justo antes de desaparecer, el moribundo Kaitō Ace realiza una predicción de la fortuna de Sailor Venus a través de las cartas, anunciándole que su amor permanecerá sin esperanza por toda la eternidad (si bien, según él, esto es hecho como un último favor a Sailor Venus: para que ella pueda concentrarse en su deber sin el temor de tener algún día que decidir entre su misión y la posibilidad de un futuro romance). Tras dejarle este último recuerdo, se desintegra frente a ella sin dejar rastro.

## Otros miembros
Los integrantes de la Dark Agency, por orden de aparición, fueron los siguientes:
- Narciso (ナルキッソス Narukissosu?) (Tomo 1 Vol. 1): También conocido como Higashi (東 / ひがし?), se hace pasar por un estudiante para seducir a las adolescentes y robarles su energía. Cumple un papel interesante en la historia de Minako, ya que fue el primero a quien ella llamó, impulsivamente, su "primer amor" (de manera cómica, ella más tarde se referiría también de la misma manera respecto a Saitou-senpai,[6] Maiku Otonaru[7] y Kaitou Ace,[8] consecutivamente). Él fue quién le sugirió por primera vez que le sentaría bien usar un gran lazo rojo en el cabello, el mismo que ella ha llevado siempre desde entonces.[9]

- Pandora (パンドラ Pandora?) (Tomo 1 Vol. 3): Pandora es una cantante que salta a la fama en el Canal 44. Sailor V frustra su plan de hipnotizar a todo Japón por medio de un concierto ininterrumpido de 24 horas que se transmitiría en vivo por la televisión.[10]

- Petit Pandora (プチ・パンドラ Pechi・Pandora?) (Tomo 1 Vol. 4): Es la Hermana menor de Pandora, a quien le gusta hipnotizar sólo a los jóvenes guapos usando el guiño de su ojo. Tras la derrota de Pandora, Petit Pandora le manda una carta a Sailor V, retándola a un duelo con la intención de vengar a su hermana mayor.[11]

- Fluorite (フローライト Furōraito?) (Tomo 1 Vol. 5): La líder de la sección de cantantes de la Dark Agency, a quien le fue encomendada la tarea de contratar a Pandora y a Petit Pandora. Además creó clones de ella misma para poner en práctica una estrategia de ataques en masa. Estos clones son los integrantes de "Dark Guys" (ダーク・ガイズ Dāku Gaizu?), "Twin Dark" (ツイン・ダーク Tsuin Dāku?) y "Dark Princess" (ダーク静姫 Dāku shizuki?). Una vez que todos sus planes fueron frustrados, trata de pelear personalmente con Sailor V, siendo eliminada.[12]

- Luga, la guerrera electrónica (電脳少女闘士ルゥガ Den'nō shōjo tōshi Ru~uga?) (Tomo 1 Vol. 6): Es una enemiga cibernética enviada por la división de videojuegos de la Dark Agency, con la misión de robar la energía de los jóvenes por medio de su videojuego. Sailor V la derrota dentro del mundo virtual con ayuda de Amano, el amigo de Minako, quien posee grandes habilidades para los videojuegos.[13]

- Hibiscus (ハイビスカシー Haibisukashī?) (Tomo 2 Vol. 7): Hibiscus es una enemiga proveniente de la Sede de Turismo de la Dark Agency. Su misión era vencer a Sailor V en Hawái pero por un error tiene que viajar hasta Grecia para poder luchar contra ella, donde es derrotada.[14]

- Vivian (ビビアン / 媚美庵 Bibian / Kobi-bi an?) (Tomo 2 Vol. 8): Vivian es enviada por la Dark Agency a robar energía de los jóvenes pandilleros, antes de ser eliminada por Sailor V.[6]

- DeBrin (デブリーネ Deburīne?) (Tomo 2 Vol. 9): DeBrin es una enviada de la Dark Agency cuyo plan consiste en hacer engordar a las chicas de la ciudad de Tokio para inducirlas a visitar su gimnasio, donde procede a robarles la energía.[15]

- Founde (ファンデ Fande?) (Tomo 2 Vol. 10): Founde (Fande) es una villana que posee su propia tropa de subordinados. Ella les regala a las chicas de la ciudad CDs, ropa interior, cacerolas y videojuegos, para luego enviarles a través de éstos mensajes subliminales con la orden de a matar a Sailor V. Finalmente es eliminada por Kaitou Ace.[4]

- Nyan-Nyan (娘々 / ニャンニャン Nyan'nyan?) (Tomo 3. Vol. 11): Una villana con rasgos felinos, capaz de adoptar la forma de un gato. Durante un torneo de atletismo en la escuela de Minako, Nyan Nyan sabotea la organización de la Búsqueda del Tesoro para obligar a todos los participantes a buscar un gato como parte del juego, tras lo cual les presenta numerosos gatos a los cuales ha hechizado para ser sus sirvientes. Los gatos hechizados empiezan a absorber la energía de los participantes hasta que Sailor V aparece para liberarlos destruyendo a Nyan-Nyan.[16]

- Wan-Wan  (王々 / ワンワン Wan wan?) (Tomo 3. Vol. 12): Un villano de orejas de perro y un sombrero con el dibujo de una luna creciente, es el hermano mayor de Nyan Nyan, quien puede adoptar la forma de un perro negro con la marca de la luna creciente en su frente. Wan-Wan hechiza a numerosos cachorros para que se conviertan en las mascotas de numerosas personas y les roben secretamente su energía para la Dark Agency. El mismo Wan-wan se hace pasar por la perrita de Marie-sensei, "Luna-chan", de quien Artemis al principio se enamora (al encontrarle un extraño parecido con su antigua compañera, la gata Luna). Sailor V finalmente descubre la verdadera identidad de "Luna-chan" y derrota a Wan-Wan, liberando a los perros de su influjo.[17]

- Chū-Chū  (触々 / チュウチュウ Chūchū?) (Tomo 3. Vol. 13): Una villana con alas y antenas de mosquito, es la hermana menor de Wan-Wan y Nyan-Nyan. Ella y sus secuaces se infiltran en un hospital de la Cruz Roja, donde se hacen pasar por médicos que extraen sangre de los donadores, con el fin de robar su energía. Sailor V elimina a Chū-Chū una vez que descubre la treta.[18]

- Mike Makki, la guerrera del karaoke (カラオケ戦士マイク・マッキー Karaoke senshi maiku makkī?) (Tomo 3. Vol. 14): Una integrante de la Dark Agency que lleva un sombrero con forma de micrófono en la cabeza. Mike Makki reemplaza los micrófonos del salón de karaoke bajo la casa de Maiku Otonaru con unos micrófonos alterados, los cuales roban la energía de los cantantes. Una vez que sus micrófonos roban la energía de Otonaru y de los otros compañeros de clase de Minako, ella descubre a esta villana y la derrota tras transformarse en Sailor V.[7]

- Princesa Linlin (プリンセス惏惏 / りんりん Purinsesu Rinrin?)  (Tomo 3. Vol. 15): Linlin, alias "Mary Linlin", es una villana cuyo peinado recuerda a la cabeza de un dragón y cuyas técnicas de ataque también están basados en la criatura mitológica. Ella actúa como la presidenta de Avex-Trax Producciones, una compañía de entretenimientos que en realidad pertenece a la Dark Agency para realizar sus planes en China. Utilizando a ídolos como Kaitou Ace como carnada, la compañía organiza eventos multitudinarios para hechizar a las personas y convertirlas secretamente en sus esclavos. Linlin pone en marcha una súper-producción chino-japonesa para una nueva película protagonizada por Saijou Ace, con el fin de atraer a Sailor V a una trampa. Una vez que ésta se presenta en el set de filmación y derrota a Linlin, todos sus esclavos regresan a la normalidad.[8]